# Championnats du monde de cyclo-cross 2023
Navigation
Édition précédente Édition suivante
Les championnats du monde de cyclo-cross 2023, soixante-quatorzième édition des championnats du monde de cyclo-cross, se déroulent du 3 au 5 février 2023 à Hoogerheide aux Pays-Bas.

## Organisation
Les championnats du monde sont organisés sous l'égide de l'Union cycliste internationale. C'est la troisième fois que l'épreuve est organisée à Hoogerheide aux Pays-Bas (lieu habituel du Grand Prix Adrie van der Poel), après 2009 et 2014.
Pour la première fois, le relais mixte par équipes intègre le programme officiel des mondiaux de cyclo-cross, après son apparition comme épreuve test en 2022. Chaque équipe est composée de trois hommes et trois femmes des différentes catégories d'âge.

## Parcours
Le circuit est tracé sur 3,2 kilomètres. Habitué des lieux, Adrie van der Poel participe à l'élaboration du parcours.

## Programme
Les horaires de course sont donnés en heure locale.
- Vendredi 3 février
  - 12 h 30 : Relais mixte
- Samedi 4 février
  - 11 h 00 : Femmes juniors
  - 13 h 00 : Hommes moins de 23 ans
  - 15 h 00 : Femmes élites
- Dimanche 5 février
  - 11 h 00 : Hommes juniors
  - 13 h 00 : Femmes moins de 23 ans
  - 15 h 00 : Hommes élites

## Favoris
Les deux champions du monde en titre « Élites » ne sont pas au départ cette année. Tom Pidcock se consacre à se préparation pour la saison sur route et Marianne Vos est absente en raison de problèmes de santé.
Pour la course élite masculine, les deux favoris sont le Néerlandais Mathieu van der Poel et le Belge Wout van Aert, qui ont gagné tous les titres mondiaux entre 2015 et 2021. Les principaux outsiders sont les Belges Laurens Sweeck, Michael Vanthourenhout et Eli Iserbyt.
Chez les femmes, les deux Néerlandaises Fem van Empel et Puck Pieterse, qui ont dominé la saison, sont les deux spécialistes les plus attendues. Elles ont comme principales adversaires leurs compatriotes Lucinda Brand, Ceylin del Carmen Alvarado et Denise Betsema, ainsi que l'Italienne Silvia Persico et la Hongroise Blanka Vas.
La Néerlandaise Shirin van Anrooij est la grande favorite de la course féminine des moins de 23 ans. Elle a pour adversaires la Britannique Zoe Bäckstedt, la Luxembourgeoise Marie Schreiber et la Française Line Burquier. Côté masculin, les espoirs les plus attendus sont les Belges Joran Wyseure, Emiel Verstrynge et Thibau Nys, tous les trois sur le podium en 2022.
Pour la course masculine des juniors, le Français Léo Bisiaux, ainsi que les Belges Yordi Corsus et Seppe Van den Boer ont dominé la saison et sont les principaux prétendants au titre mondial. Chez les juniors filles, la Néerlandaise Lauren Molengraaf est la grande favorite. Elle a comme principales adversaires les sœurs jumelles canadiennes Ava et Isabella Holmgren, ainsi que les Belges Fleur Moors, Xaydée Van Sinaey et la Slovaque Viktória Chladoňová,.
En ce qui concerne le relais mixte, les Pays-Bas sont annoncés comme les favoris à domicile. La Belgique, l'Italie, la Grande-Bretagne, la France et la République tchèque sont considérés comme possible outsiders.

## Résultats

### Hommes
| Épreuves        | Or                   | Argent           | Bronze         |
| --------------- | -------------------- | ---------------- | -------------- |
| Élites          | Mathieu van der Poel | Wout van Aert    | Eli Iserbyt    |
| Moins de 23 ans | Thibau Nys           | Tibor Del Grosso | Witse Meeussen |
| Juniors         | Léo Bisiaux          | Senna Remijn     | Yordi Corsus   |

### Femmes
| Épreuves        | Or                 | Argent        | Bronze            |
| --------------- | ------------------ | ------------- | ----------------- |
| Élites          | Fem van Empel      | Puck Pieterse | Lucinda Brand     |
| Moins de 23 ans | Shirin van Anrooij | Zoe Bäckstedt | Kristýna Zemanová |
| Juniors         | Isabella Holmgren  | Ava Holmgren  | Célia Gery        |

### Mixte
| Épreuves | Or | Argent                                                                                                 | Bronze |
| -------- | --- | --- | --- |
| Relais   | Pays-Bas- Tibor Del Grosso - Guus van den Eijnden - Lauren Molengraaf - Leonie Bentveld - Fem van Empel - Ryan Kamp | Grande-Bretagne- Zoe Bäckstedt - Joseph Blackmore - Cat Ferguson - Alfie Amey - Anna Kay - Thomas Mein | Belgique- Antoine Jamin - Julie Brouwers - Joran Wyseure - Marion Norbert-Riberolle - Xaydée Van Sinaey - Laurens Sweeck |

## Classements

### Course masculine élite
| Pos                                | Cycliste               | Pays            | Temps          |
| ---------------------------------- | ---------------------- | --------------- | -------------- |
|                                    | Mathieu van der Poel   | Pays-Bas        | 1 h 7 min 20 s |
| Médaille d'argent, Coupe du Monde  | Wout van Aert          | Belgique        | + 0 s          |
| Médaille de bronze, Coupe du Monde | Eli Iserbyt            | Belgique        | + 12 s         |
| 4.                                 | Lars van der Haar      | Pays-Bas        | + 13 s         |
| 5.                                 | Michael Vanthourenhout | Belgique        | + 46 s         |
| 6.                                 | Gerben Kuypers         | Belgique        | + 54 s         |
| 7.                                 | Niels Vandeputte       | Belgique        | + 57 s         |
| 8.                                 | Laurens Sweeck         | Belgique        | + 59 s         |
| 9.                                 | Cameron Mason          | Grande-Bretagne | + 1 min 8 s    |
| 10.                                | Clément Venturini      | France          | + 1 min 30 s   |

### Course masculine des moins de23 ans
| Pos                                | Cycliste            | Pays            | Temps       |
| ---------------------------------- | ------------------- | --------------- | ----------- |
|                                    | Thibau Nys          | Belgique        | 50 min 42 s |
| Médaille d'argent, Coupe du Monde  | Tibor Del Grosso    | Pays-Bas        | + 4 s       |
| Médaille de bronze, Coupe du Monde | Witse Meeussen      | Belgique        | + 4 s       |
| 4.                                 | Joran Wyseure       | Belgique        | + 5 s       |
| 5.                                 | Jente Michels       | Belgique        | + 59 s      |
| 6.                                 | Emiel Verstrynge    | Belgique        | + 1 min 5 s |
| 7.                                 | Lennert Belmans     | Belgique        | + 1 min 6 s |
| 8.                                 | Victor Van de Putte | Belgique        | + 1 min 6 s |
| 9.                                 | Lucas Janssen       | Pays-Bas        | + 1 min 6 s |
| 10.                                | Joseph Blackmore    | Grande-Bretagne | + 1 min 8 s |

### Course masculine des juniors
| Pos                                | Cycliste                | Pays     | Temps       |
| ---------------------------------- | ----------------------- | -------- | ----------- |
|                                    | Léo Bisiaux             | France   | 43 min 48 s |
| Médaille d'argent, Coupe du Monde  | Senna Remijn            | Pays-Bas | + 11 s      |
| Médaille de bronze, Coupe du Monde | Yordi Corsus            | Belgique | + 17 s      |
| 4.                                 | Wies Nuyens             | Belgique | + 17 s      |
| 5.                                 | Seppe Van den Boer      | Belgique | + 26 s      |
| 6.                                 | Keije Solen             | Pays-Bas | + 30 s      |
| 7.                                 | Mika Vijfvinkel         | Pays-Bas | + 42 s      |
| 8.                                 | Albert Withen Philipsen | Danemark | + 44 s      |
| 9.                                 | Zsombor Takács          | Hongrie  | + 47 s      |
| 10.                                | Václav Ježek            | Tchéquie | + 48 s      |

### Course féminine élite
| Pos                                | Cycliste             | Pays     | Temps        |
| ---------------------------------- | -------------------- | -------- | ------------ |
|                                    | Fem van Empel        | Pays-Bas | 54 min 42 s  |
| Médaille d'argent, Coupe du Monde  | Puck Pieterse        | Pays-Bas | + 39 s       |
| Médaille de bronze, Coupe du Monde | Lucinda Brand        | Pays-Bas | + 1 min 11 s |
| 4.                                 | Silvia Persico       | Italie   | + 1 min 45 s |
| 5.                                 | Ceylin Alvarado      | Pays-Bas | + 1 min 46 s |
| 6.                                 | Annemarie Worst      | Pays-Bas | + 2 min 14 s |
| 7.                                 | Inge van der Heijden | Pays-Bas | + 2 min 36 s |
| 8.                                 | Denise Betsema       | Pays-Bas | + 2 min 41 s |
| 9.                                 | Maghalie Rochette    | Canada   | + 2 min 55 s |
| 10.                                | Hélène Clauzel       | France   | + 3 min 2 s  |

### Course féminine des moins de23 ans
| Pos                                | Cycliste            | Pays            | Temps        |
| ---------------------------------- | ------------------- | --------------- | ------------ |
|                                    | Shirin van Anrooij  | Pays-Bas        | 45 min 53 s  |
| Médaille d'argent, Coupe du Monde  | Zoe Bäckstedt       | Grande-Bretagne | + 33 s       |
| Médaille de bronze, Coupe du Monde | Kristýna Zemanová   | Tchéquie        | + 1 min 32 s |
| 4.                                 | Amandine Fouquenet  | France          | + 1 min 53 s |
| 5.                                 | Marie Schreiber     | Luxembourg      | + 2 min 5 s  |
| 6.                                 | Line Burquier       | France          | + 2 min 16 s |
| 7.                                 | Leonie Bentveld     | Pays-Bas        | + 2 min 47 s |
| 8.                                 | Judith Krahl        | Allemagne       | + 2 min 56 s |
| 9.                                 | Lauriane Duraffourg | France          | + 3 min 7 s  |
| 10.                                | Julie Brouwers      | Belgique        | + 3 min 32 s |

### Course féminine des juniors
| Pos                                | Cycliste            | Pays            | Temps        |
| ---------------------------------- | ------------------- | --------------- | ------------ |
|                                    | Isabella Holmgren   | Canada          | 42 min 13 s  |
| Médaille d'argent, Coupe du Monde  | Ava Holmgren        | Canada          | + 20 s       |
| Médaille de bronze, Coupe du Monde | Célia Gery          | France          | + 47 s       |
| 4.                                 | Federica Venturelli | Italie          | + 47 s       |
| 5.                                 | Xaydée Van Sinaey   | Belgique        | + 52 s       |
| 6.                                 | Cat Ferguson        | Grande-Bretagne | + 1 min 0 s  |
| 7.                                 | Lauren Molengraaf   | Pays-Bas        | + 1 min 12 s |
| 8.                                 | Vanda Dlasková      | Tchéquie        | + 1 min 23 s |
| 9.                                 | Viktória Chladoňová | Slovaquie       | + 1 min 41 s |
| 10.                                | Valentina Corvi     | Italie          | + 1 min 47 s |

### Relais mixte
| Pos                                | Pays | Temps        |
| ---------------------------------- | --- | ------------ |
|                                    | Pays-Bas- Tibor Del Grosso - Guus van den Eijnden - Lauren Molengraaf - Leonie Bentveld - Fem van Empel - Ryan Kamp      | 42 min 5 s   |
| Médaille d'argent, Coupe du Monde  | Grande-Bretagne- Zoe Bäckstedt - Joseph Blackmore - Cat Ferguson - Alfie Amey - Anna Kay - Thomas Mein                   | + 31 s       |
| Médaille de bronze, Coupe du Monde | Belgique- Antoine Jamin - Julie Brouwers - Joran Wyseure - Marion Norbert-Riberolle - Xaydée Van Sinaey - Laurens Sweeck | + 33 s       |
| 4.                                 | France- Rémi Lelandais - Célia Gery - Line Burquier - Léo Bisiaux - Hélène Clauzel - Joshua Dubau                        | + 37 s       |
| 5.                                 | Italie- Filippo Fontana - Tommaso Cafueri - Silvia Persico - Asia Zontone - Federica Venturelli - Davide Toneatti        | + 52 s       |
| 6.                                 | États-Unis- Curtis White - Daniel English - Lizzy Gunsalus - Vida Lopez De San Roman - Madigan Munro - Andrew Strohmeyer | + 1 min 19 s |
| 7.                                 | Canada- Michael van den Ham - Evan Russell - Maghalie Rochette - Ava Holmgren - Isabella Holmgren - Ian Ackert           | + 1 min 33 s |
| 8.                                 | Tchéquie- Václav Ježek - Kateřina Hladíková - Vanda Dlasková - Matyás Fiala - Kristýna Zemanová - Michael Boroš          | + 1 min 54 s |
| 9.                                 | Pologne- Marek Konwa - Szymon Pomian - Malwina Mul - Alicja Matuła - Antonina Białek - Brajan Świder                     | + 2 min 57 s |
| 10.                                | Suède- David Risberg - Paul Greijus - Ville Merlov - Stina Kagevi - Emma Belforth - Caroline Andersson                   | + 3 min 9 s  |

## Tableau des médailles
| Rang  | Nation          | Or | Argent | Bronze | Total |
| ----- | --------------- | -- | ------ | ------ | ----- |
| 1     | Pays-Bas        | 4  | 3      | 1      | 8     |
| 2     | Belgique        | 1  | 1      | 4      | 6     |
| 3     | Canada          | 1  | 1      | 0      | 2     |
| 4     | France          | 1  | 0      | 1      | 2     |
| 5     | Grande-Bretagne | 0  | 2      | 0      | 2     |
| 6     | Tchéquie        | 0  | 0      | 1      | 1     |
| Total | Total           | 7  | 7      | 7      | 21    |